# Экспрессионизм (архитектура)
Экспрессионизм — архитектура Первой мировой войны и 1920-х годов в Германии («кирпичный экспрессионизм»), Нидерландах (амстердамская школа) и сопредельных странах, для которой свойственно искажение традиционных архитектурных форм с целью достижения максимального эмоционального воздействия на зрителя. Предпочтение нередко отдаётся архитектурным формам, вызывающим в памяти природные ландшафты (горы, скалы, пещеры, сталактиты и т. п.).
Ввиду тяжелого финансового состояния Веймарской республики наиболее смелые проекты сооружений в духе экспрессионизма остались на бумаге. Вместо строительства реальных зданий многим архитекторам приходилось довольствоваться разработкой временных павильонов для выставок, а также декораций театральных и кинематографических постановок.

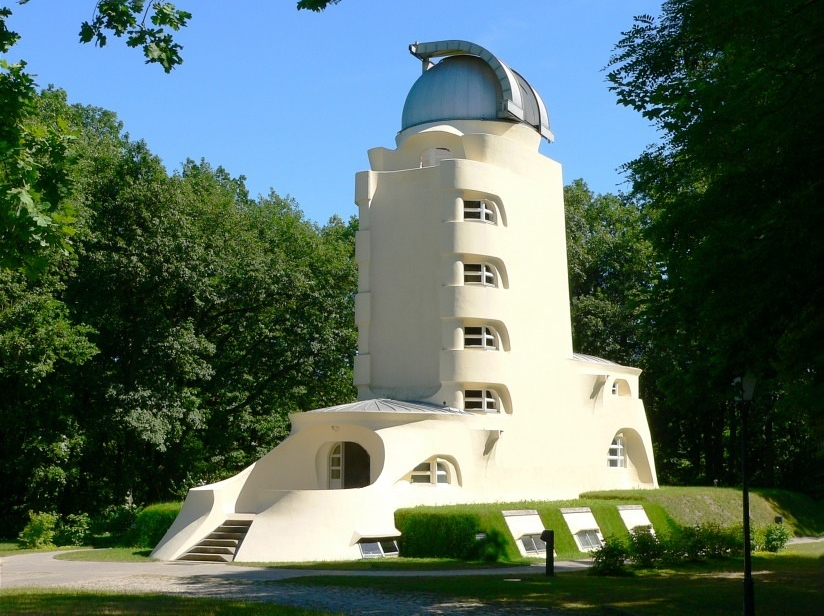
Башня Эйнштейна в Потсдаме
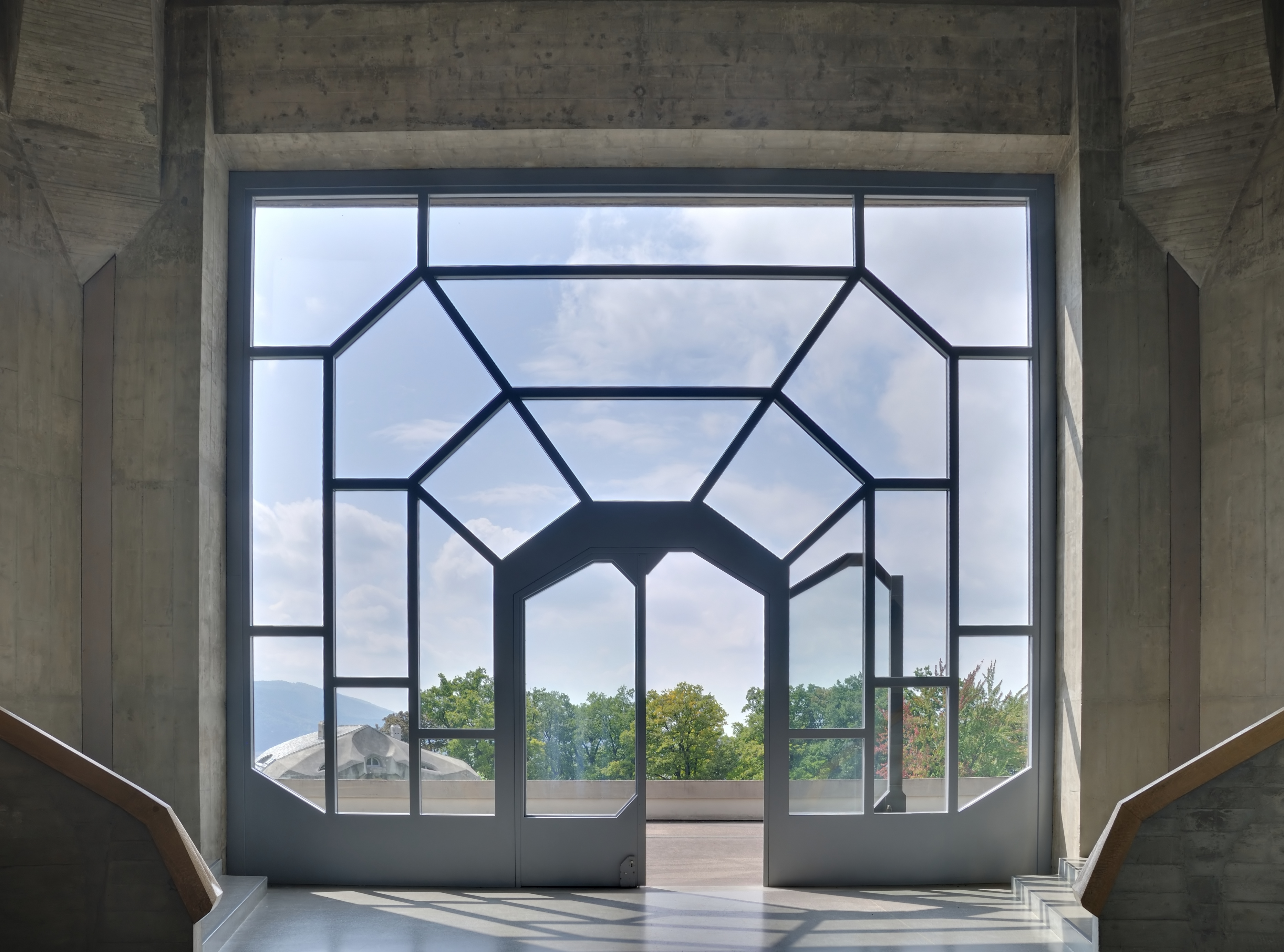
Гётеанум Р. Штейнера
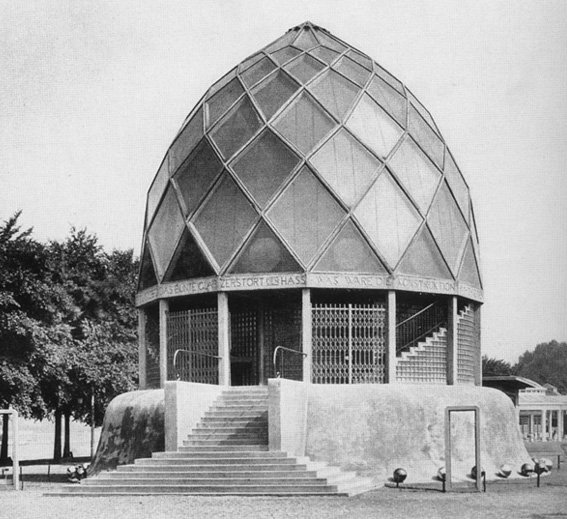
Стеклянный павильон
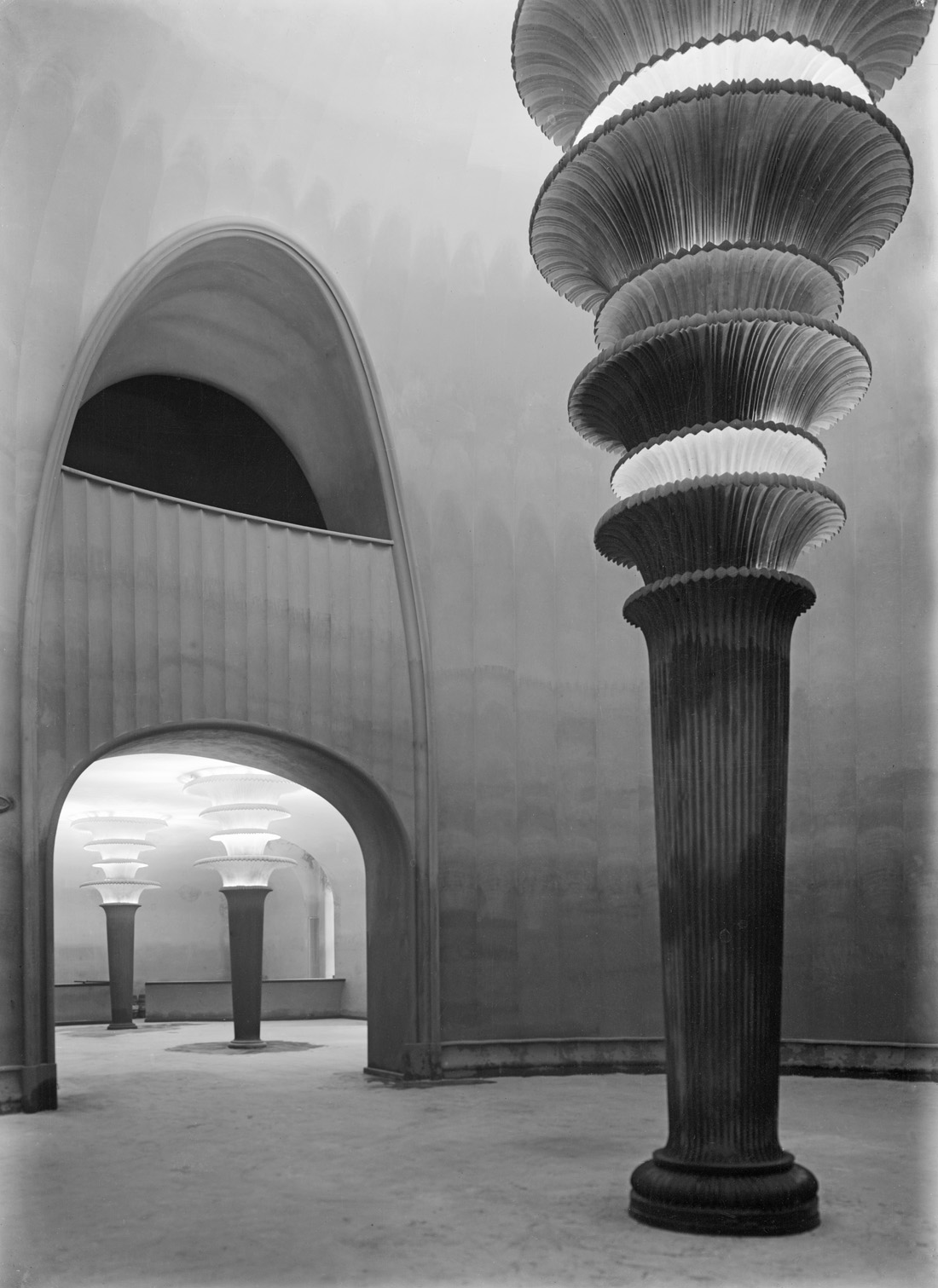
Большой Шаушпильхаус (Берлин)
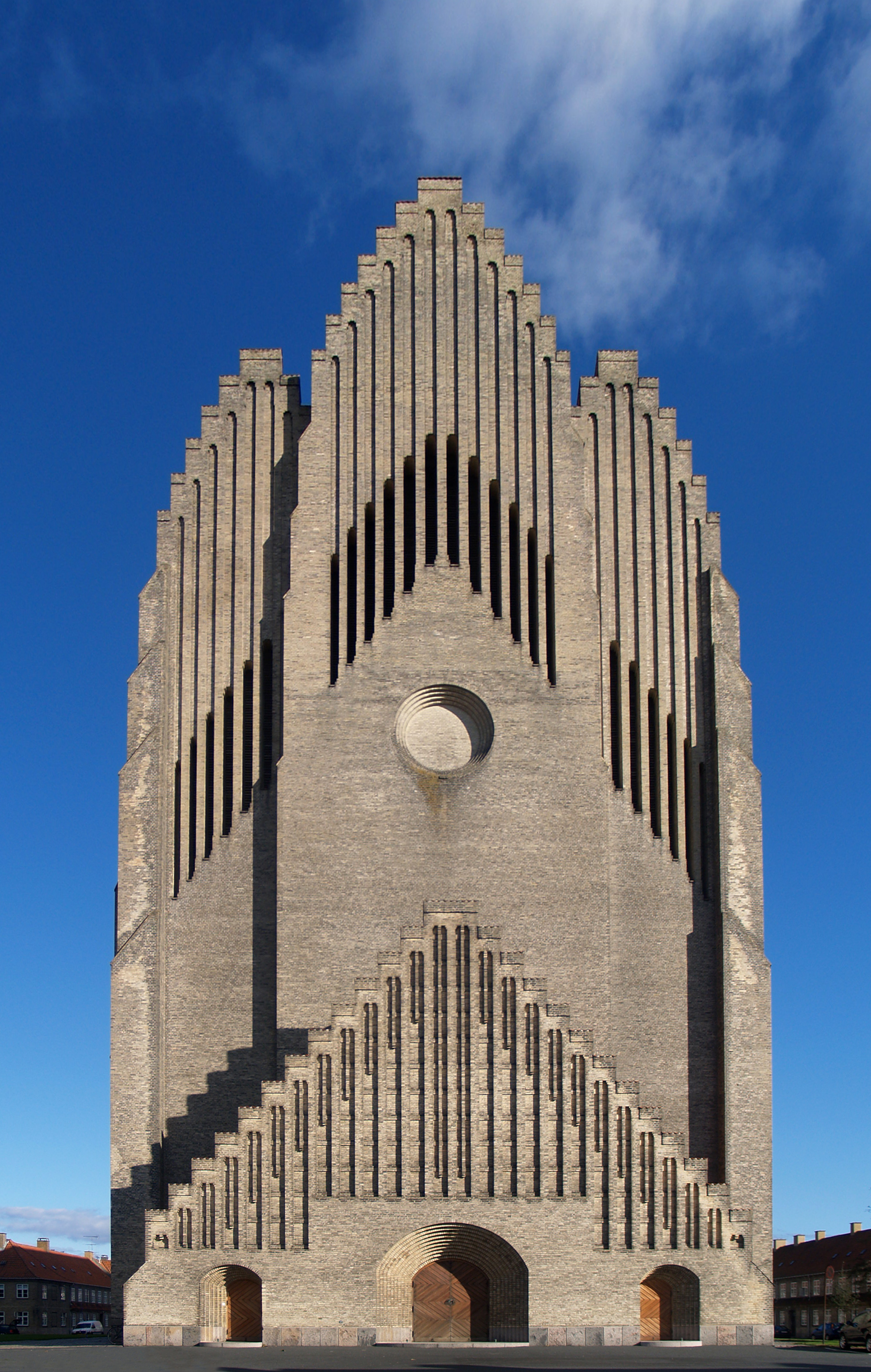
Церковь Грундтвига (Копенгаген)
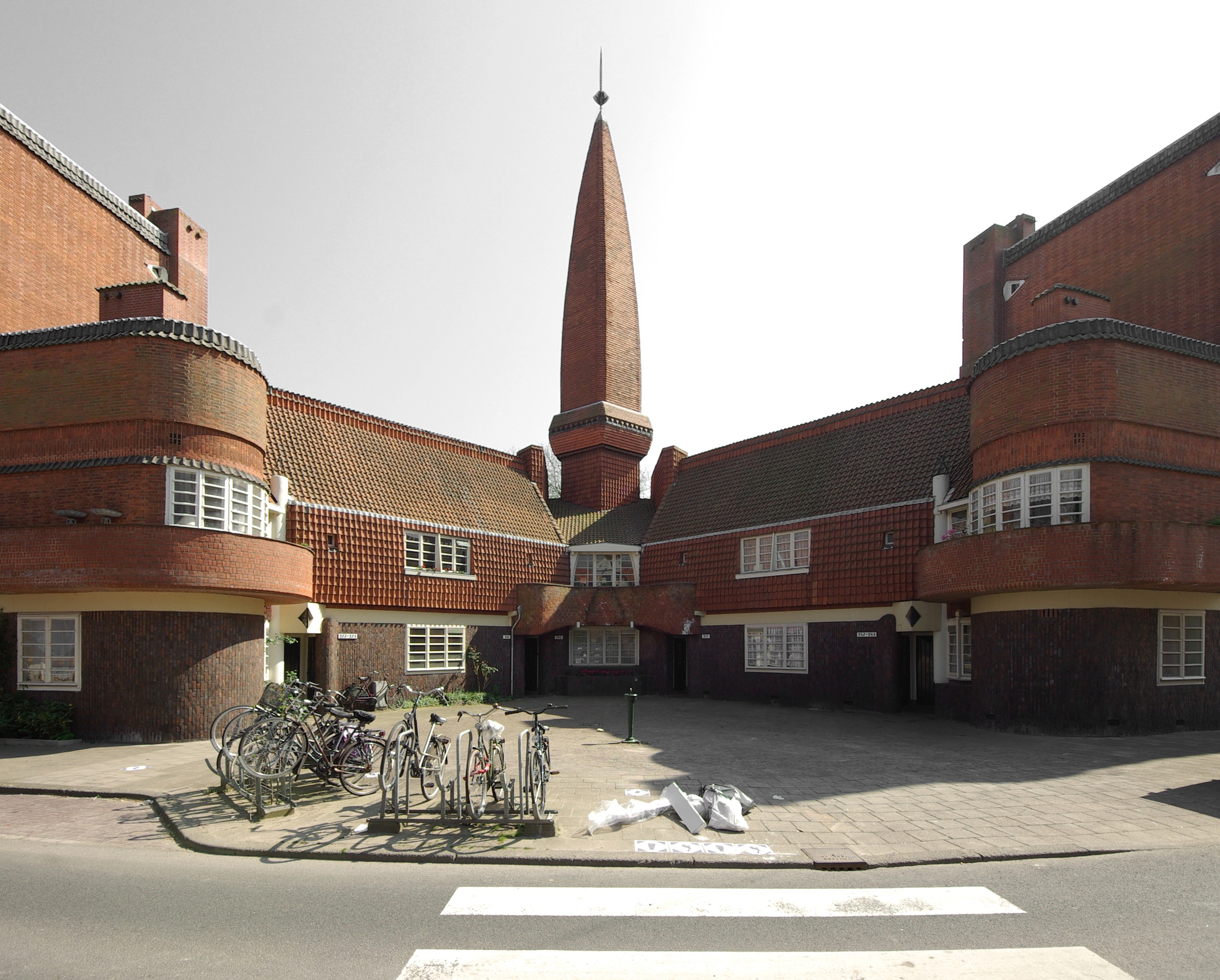
Корабль (дом в Амстердаме)
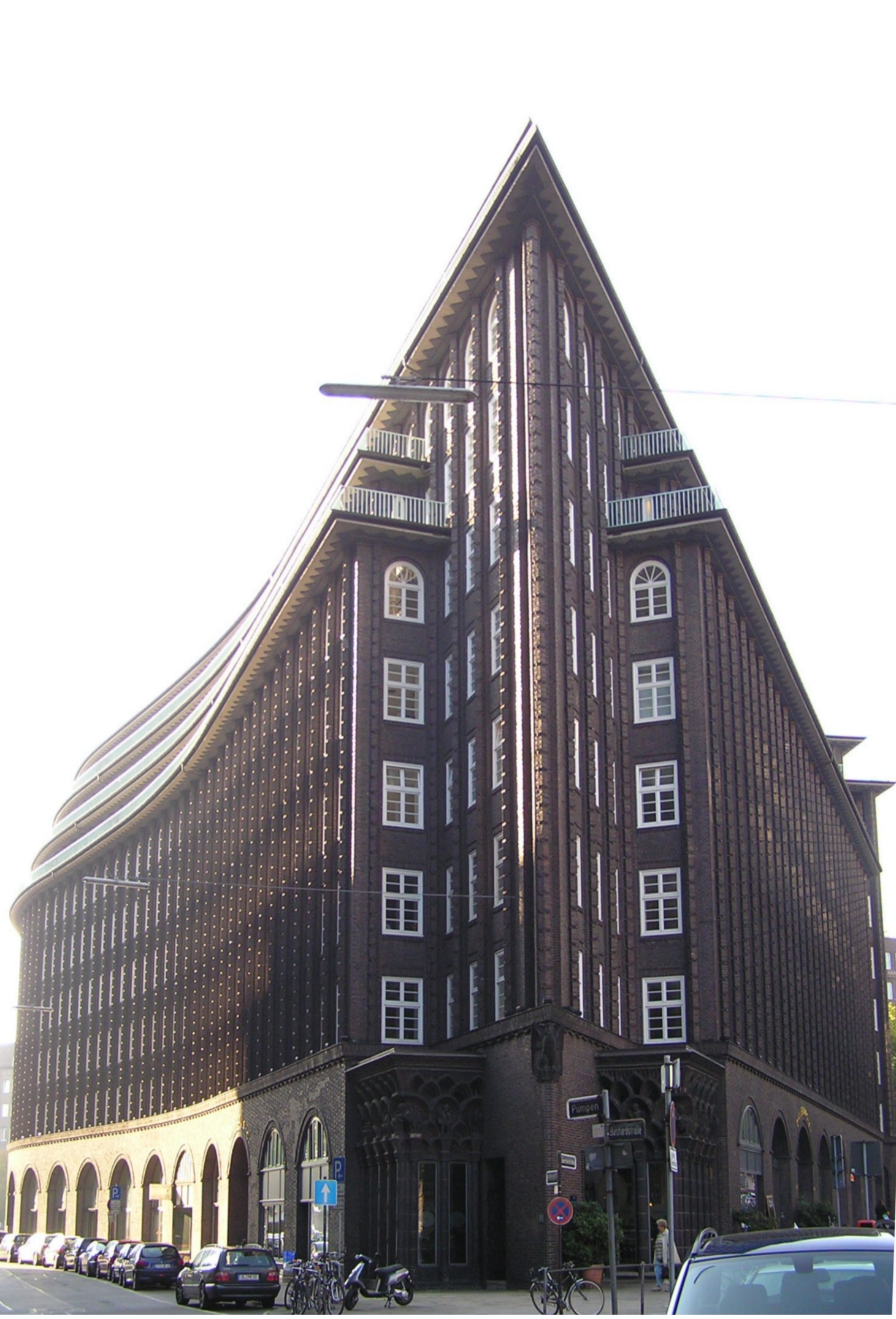
Чилихаус в Гамбурге
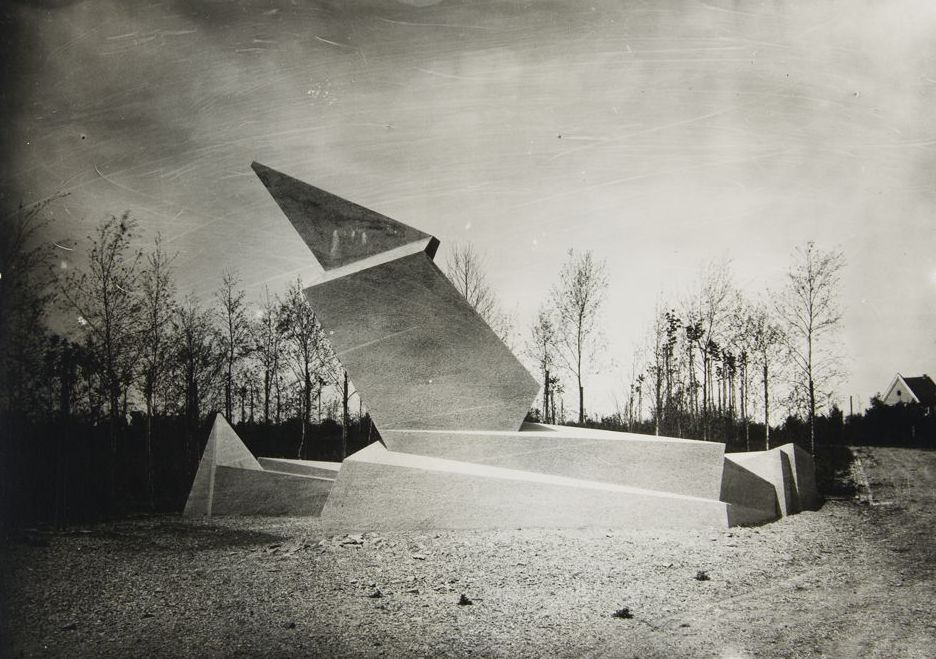
Памятник жертвам Капповского путча (В. Гропиус)

Век экспрессионизма в Германии и сопредельных странах был краток. После 1925 г. ведущие архитекторы, включая В. Гропиуса и Э. Мендельсона, начинают отказываться от всяких декоративных элементов и рационализировать архитектурное пространство в русле «новой вещественности» (см. Баухауз).
Эмоциональный (в противовес рациональному) заряд современной архитектуры возрождается в послевоенный период под названием структурного экспрессионизма. Грандиозные объекты неоэкспрессионистской архитектуры разбросаны по всему миру — от Нью-Йорка (TWA Flight Center в аэропорту им. Кеннеди, арх. Эро Сааринен) до Австралии (Сиднейский оперный театр, арх. Йорн Утзон).